# The Tipping Point (Tears-for-Fears-Album)
 The Tipping Point  ist das siebte Studioalbum der britischen Band Tears for Fears. Es erschien am 22. Februar 2022.

## Entstehungsgeschichte
Die Arbeit am Album begann 2013, aber der Prozess erwies sich für die Bandmitglieder Roland Orzabal und Curt Smith als schwierig. Die Band wurde von ihrer (damaligen) Managementfirma gebeten, mit verschiedenen jüngeren Künstlern zusammenzuarbeiten, um ein zeitgenössischeres und kommerziell klingendes Album zu schaffen. Diese Sessions (die die Band selbst mit „Speed-Dating“ verglich,) waren jedoch nicht ganz erfolgreich, was zu einem Album führte, das, wie Orzabal es später ausdrückte, „weniger wie ein Tears For Fears-Album“ klang. Die Band unterschrieb ursprünglich beim Label Warner Music, um das Album zu veröffentlichen, aber als es 2016 fertiggestellt war, zeigte Universal Music (die den Großteil des Backkatalogs der Band aus den 1980er und 90er Jahren besitzen) Interesse an dem Projekt. Universal entschied sich dafür, 2017 zunächst das neue Kompilationsalbum Rule the World: The Greatest Hits zu veröffentlichen, um den Weg für das neue Album zu ebnen. Dazu gehörten zwei der neuen Tracks, darunter I Love You but I'm Lost, das von der Band zusammen mit Mitgliedern von Bastille geschrieben wurde. Universal verzögerte dann jedoch die Veröffentlichung von The Tipping Point wie geplant, woraufhin Orzabal und Smith begannen, über das fertige Produkt nachzudenken. Das Duo verlor für eine Weile den Fokus auf das Projekt, als Orzabal nach dem Tod seiner Frau mit gesundheitlichen Problemen zu kämpfen hatte und Smith sogar erwog, die Band ganz zu verlassen. Nach einer erfolgreichen Tour im Jahr 2019 trafen sie sich jedoch Anfang 2020 wieder und „planten einen Weg, wie wir ein Album fertigstellen könnten, mit dem wir beide zufrieden waren“. Das Duo unterschrieb bei einer neuen Managementfirma, beschloss, das Album zu überarbeiten (einige Tracks beizubehalten und andere durch neues Material zu ersetzen) und unterzeichnete dann einen neuen Vertrag mit Concord Records. Einige Texte wurden vom Tod von Orzabals Frau im Jahr 2017 inspiriert.
Von den verschiedenen Songs, die mit anderen Künstlern und Produzenten aufgenommen wurden, blieben viele der Kollaborationen der Band mit Sacha Skarbek auf dem Album. Der Track Stay der als zweiter neuer Track 2017 auf dem Kompilationsalbum Rule the World erschienen war, wurde ebenfalls in einer leicht remixten Form aufgenommen.

## Titelliste
| #   | Titel                 | Autor(en)                 | Produzent(en)                                                    | Länge |
| --- | --------------------- | ------------------------- | ---------------------------------------------------------------- | ----- |
| 1.  | No Small Thing        | Orzabal, Smith, Pettus    | Tears for Fears, Charlton Pettus                                 | 4:42  |
| 2.  | The Tipping Point     | Orzabal, Pettus           | Tears for Fears, Charlton Pettus, Sacha Skarbek, Florian Reutter | 4:13  |
| 3.  | Long, Long, Long Time | Smith, Orzabal, Pettus    | Tears for Fears, Charlton Pettus                                 | 4:31  |
| 4.  | Break the Man         | Smith, Pettus             | Tears for Fears, Charlton Pettus                                 | 3:55  |
| 5.  | My Demons             | Orzabal, Skarbek, Reutter | Tears for Fears, Charlton Pettus, Sacha Skarbek, Florian Reutter | 3:08  |
| 6.  | Rivers of Mercy       | Orzabal, Pettus, Petty    | Tears for Fears, Charlton Pettus                                 | 6:08  |
| 7.  | Please Be Happy       | Orzabal, Skarbek          | Tears for Fears, Charlton Pettus                                 | 3:05  |
| 8.  | Master Plan           | Orzabal                   | Tears for Fears, Charlton Pettus                                 | 4:37  |
| 9.  | End of Night          | Orzabal                   | Tears for Fears, Sacha Skarbek, Florian Reutter                  | 3:23  |
| 10. | Stay                  | Smith, Pettus             | Tears for Fears, Charlton Pettus, Sacha Skarbek, Florian Reutter | 4:36  |

Bonustrack auf europäischen Editionen:
| #   | Titel           | Autor(en)                             | Produzent(en)                                   | Länge |
| --- | --------------- | ------------------------------------- | ----------------------------------------------- | ----- |
| 11. | Secret Location | Smith, Skarbek, Orzabal, Jacknife Lee | Tears for Fears, Sacha Skarbek, Florian Reutter | 4:04  |

## Besetzung
Tears for Fears
- Roland Orzabal – Gesang, Gitarre, Keyboards, Programmierung, Mixing (5, 9)
- Curt Smith – Gesang, Bassgitarre, Keyboards, Mixing (5,9)

Weitere Musiker
- Charlton Pettus – Gitarre, Keyboards, Programmierung, Mixing (1, 3, 4, 6–8, 10, 11)
- Sacha Skarbek – Klavier (7), Vokalproduktion (3)
- Florian Reutter – Programmierung, Vokalproduktion (3)
- Doug Petty – Akkordeon, Hammondorgel (1); Klavier (6), Streicherarrangement (7)
- Carina Round – Hintergrundgesang (1, 3, 5, 6)
- Aaron Sterling – Schlagzeug (1, 4, 6)
- Jamie Wollam – Schlagzeug (1)
- Max von Ameln – Gitarre (5)
- Jason Joseph – Vokalarrangement, Chor (6)
- Charles Jones – Chor (6)
- Jessi Collins – Chor (6)
- Lauren Evans – Chor (6)

 Technisch
- Ted Jensen – Mastering (1–10)
- Justin Shturtz – Mastering (11)
- Tim Palmer – Mixing (2)
- Max von Ameln – technische Assistenz
- Steven Wilson – Surround Mixing (Blu-Ray and Atmos-streaming)

Artwork
- Tommy Steele – Design, künstlerische Leitung
- Carrie Smith – künstlerische Leitung
- Cinta Vidal – Titelbild
- Frank W. Ockenfels III – Fotografie

## Charts und Chartplatzierungen
| ChartsChartplatzierungen       | Höchstplatzierung | Wochen |
| ------------------------------ | ----------------- | ------ |
| Deutschland (GfK)              | 3 (7 Wo.)         | 7      |
| Österreich (Ö3)                | 16 (2 Wo.)        | 2      |
| Schweiz (IFPI)                 | 4 (6 Wo.)         | 6      |
| Vereinigtes Königreich (OCC)   | 2 (4 Wo.)         | 4      |
| Vereinigte Staaten (Billboard) | 8 (2 Wo.)         | 2      |